# Аббасиды
Аббаси́ды (араб. العبّاسيّون‎ —  аль-’Абба́сиййу́н‎, уст. Абассиды) — вторая (после Омейядов) династия арабских халифов (750—1258), происходившая от Аббаса ибн Абд аль-Мутталиба (ум. в 653 г.), дяди пророка Мухаммеда. В 750 году Аббасиды свергли Омейядов на всей территории халифата, кроме территории будущего Кордовского эмирата.
В сознании мусульманских народов Аббасиды — символ мусульманской общности. При них ислам стал интернациональной религией, а Халифат из арабского стал общемусульманским.
При Аббасидах же совершился распад единого Арабского халифата, начавшийся при последних Омейядах.
Так, назначенный в 755 г. н. э. губернатором аль-Андалуса один из немногих выживших омейядов Абд ар-Рахман, отсоединился от халифата и создал Кордовский эмират в следующем же (756 г. н. э.) году. В 777 г. н. э. от халифата отсоединился Магриб, где имам ибадитов Абд ар-Рахман ибн Рустам основал государство Рустамидов. В период 784—789 г. Идрис ибн Абдуллах установил власть над берберскими племенами западной Ифрикийи, основав на её месте одноимённый шиитский эмират. К 800 г. н. э. представители рода Аглабидов установили свою власть над восточной частью Ифрикийи, признавая власть Багдада лишь формально.
Таким образом, за первые полвека правления Аббасидов (до конца правления Харуна ар-Рашида) от Халифата отделилась вся западная (до Египта включительно) часть. Во внутренней борьбе за власть потомки ар-Рашида в 809—827 г. н. э. развязали Четвёртую фитну; используя гражданскую войну как повод, представители знати Хорасана и Мавераннахра, чьи роды правили данными областями ещё при Сасанидах, предпринимали многократные попытки отделиться от Халифата. Итогом подобных действий стало создание государств, ориентировавшихся на персидское прошлое и признававших власть Багдада лишь формально; подобные государства на протяжении IX—X в. н. э. создавали представители Тахиридов, Саффаридов, Саманидов и Газневидов. С 868 года под властью Тулунидов оказался Египет. В разгар этих конфликтов (в 885 г. н. э.) от Халифата откололась Армения, восстановившая таким образом независимость. Разгоревшееся в начале 900-х г. н. э. в государстве Аглабидов движение исмаилитов привело не только к падению государств Ифрикии, но и переходу Египта в состав Фатимидского Халифата из Аббасидского. В разгар аббасидско-фатимидской войны, в 945 г. н. э., шиитская конфедерация Буидов фактически захватила власть в Ираке, признавая верховенство Аббасидов лишь номинально.
С началом вторжения огузов Халифат утратил также Хорезм и Иран. В 1055 г. н. э. Аббасиды сами признали верховенство власти Сельджукидов, сохранив за собой лишь духовный авторитет и номинальную автономию в рамках государства Сельджукидов. После начала Крестовых походов и краха Сельджукской империи в 1127 г. н. э. под властью Аббасидов осталось лишь ядро Халифата — собственно Багдад и его окрестности. С этого времени. Аббасиды пользовались покровительством сначала Зангидов, после 1171 г. н. э. — Айюбидов, а после 1251 г. н. э. — правителей Мамлюкского султаната, сохраняя за собой лишь верховенство духовного авторитета. Последний халиф из рода Аббасидов был убит войсками Хулагу в 1258 г. при штурме Багдада; выжившие аббасиды переселились в Мамлюкский султанат, где к 1368 г. н. э. их род пресёкся окончательно.
Несмотря на всевозможные потери, Аббасиды удерживали власть на протяжении пяти веков. Эпоха Аббасидов — период расцвета исламской государственности и культуры.

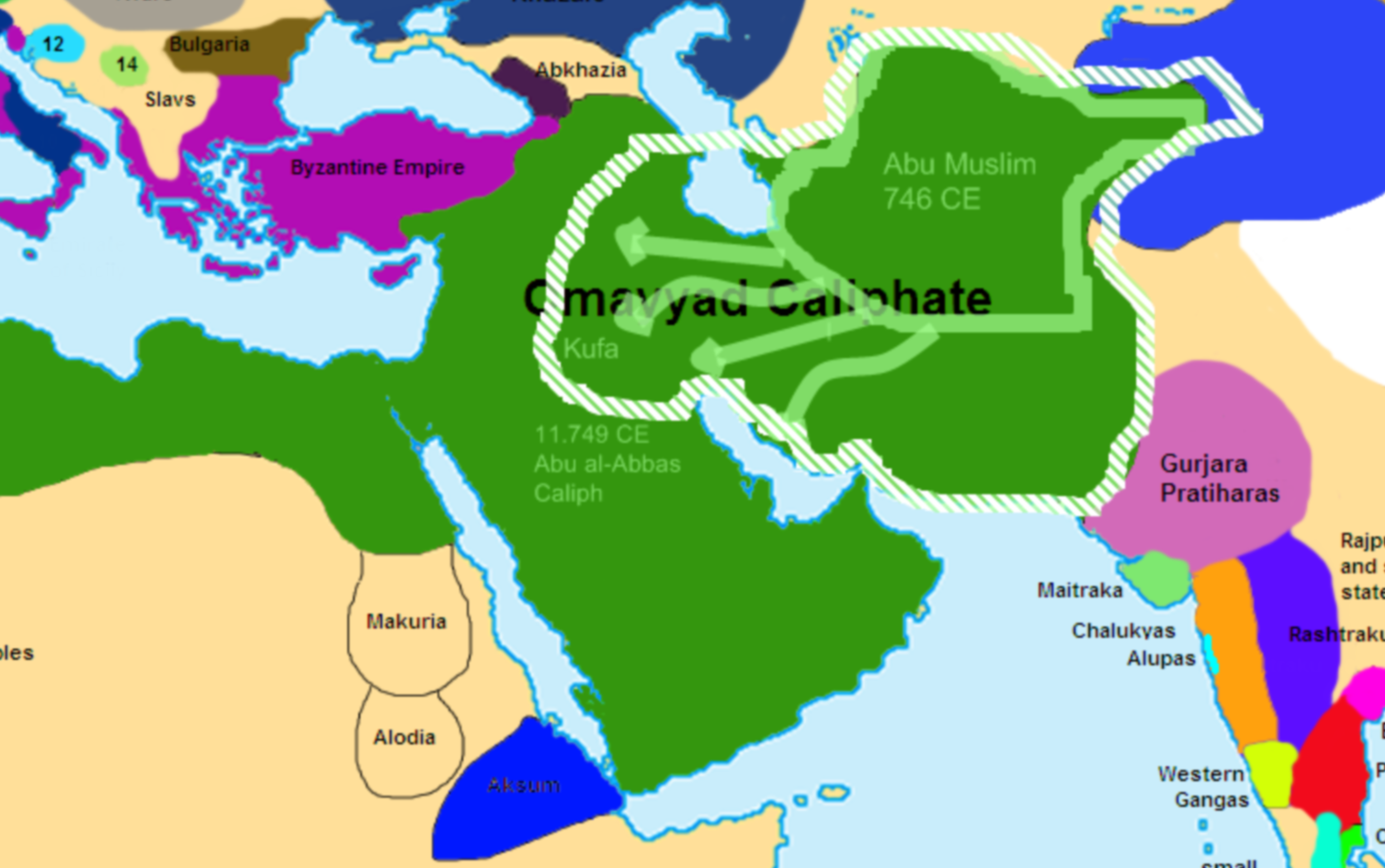
Омейядский халифат до битвы на реке Большой Заб (750 г.)

## Правящая династия Арабского Халифата

### Приход к власти
До начала VIII в. Аббасиды не претендовали на верховную власть в общине. Сын Аббаса, Абдаллах (Ибн Аббас) в сражении при Сиффине командовал одной из частей войска Али ибн Абу Талиба. После смерти Али Ибн Аббас был лоялен к Омейядам, а его сын Али ибн Абдуллах, был в добрых отношениях с халифом Абдул-Маликом. В конце правления Сулеймана или в начале правления Умара ибн Абдул-Азиза в антиомейядскую деятельность включился сын Али, Мухаммад.
Организация Аббасидов была тщательно законспирирована. В Куфе находился руководящий центр, который возглавлял Букайр ибн Махан (до 747 года), а затем — Абу Салама аль-Халлал. Лозунг «следовать Корану и сунне Пророка» обеспечивал движению поддержку различных кругов оппозиции Омейядов. Одним из обоснований претензий Аббасидов на верховную власть в мусульманской общине была их принадлежность, в противоположность Омейядам, к «дому» (роду) Пророка. Кроме того, Аббасиды умело использовали конфликт между привилегированными арабскими племенами и новообращёнными мусульманами-неарабами, явившийся одной из причин массового недовольства правлением Омейядов.
Основным объектом пропаганды был избран Хорасан, в котором было много оппозиционных сил. В 718-19 годах туда были посланы первые эмиссары. После смерти халифа Хишама (743 год) обозначился успех антиомейядской пропаганды, которому способствовала и возникшая междоусобица Омейядов. В марте 747 году сын Мухаммада, Ибрахим ибн Мухаммад, послал в Хорасан Абу Муслима, который сумел изолировать наместника Хорасана и вступил в начале 748 года в Мерв. К началу 749 года под контролем восставших находился Хорсан и большая часть Ирана. Победа над войсками в битве при Нехавенде 26 июня 749 года открыла сторонникам Аббасидов дорогу на Багдад.
Халиф Марван II понял серьёзность положения только после того как восставшие заняли весь Западный Хорасан и дошли до Рея. Ибрахим ибн Мухаммад был арестован и заточён в Харране (Северная Сирия), а затем отравлен. Руководство восстанием перешло к его брату, Абуль-Аббасу Абдаллаху, который в октябре 749 года тайно прибыл в Куфу, захваченную аббасидской армией. 28 ноября 749 года он явился народу в соборной мечети и произнёс программную речь, после чего присутствовавшие присягнули ему. Успех Аббасидов увенчало сражение на реке Большой Заб (январь 750 года), в котором силы Омейядов были разгромлены. Марван II в течение полугода ещё управлял западной частью халифата, но затем вынужден был бежать в Египет, где в 750 году был убит.
Аббасиды почти поголовно истребили Омейядов, спаслись лишь единицы. Внук Хишама, Абдуррахман, бежал в Магриб и основал в Андалусии новую династию. Укрепив свою власть, Аббасиды сначала убили Абу Саламу (750 г.), а затем и Абу Муслима (755 г.). Важнейшим следствием революции были утрата арабами привилегированного положения и монополии на власть и уравнение в правах мусульман разных народов. Это привело к быстрой исламизации Ирана и Средней Азии и усилению роли иранского элемента в Халифате. Если прежде халифы являлись в первую очередь предводителями арабской армии, подавлявшей волнения внутри страны и завоёвывавшей новые земли, то при Аббасидах они возглавили общемусульманскую общину. Этническая принадлежность в управлении теперь значила меньше, чем вероисповедание. Государством управляла уже не арабская племенная аристократия, а иерархия чиновников; при этом заимствовались формы государственного управления сасанидов.

### Религиозно-политические убеждения
Для обоснования законности своей власти Аббасиды использовали представления различных групп шиитов, среди которых были равандиты, веровавшие в исключительное право Аббасидов на имамат. Сами Аббасиды не разделяли представлений об исключительном праве Аббасидов на имамат, так как в программной речи Абуль-Аббаса ас-Саффаха признавалась законность власти Праведных халифов. Халиф аль-Мансур преследовал (758—759) равандитов, приписывавших ему сверхъестественные способности. По некоторым данным халиф аль-Махди (775—785) объявил об исключительных правах Аббасидов на имамат по праву рождения и что все халифы до Аббасидов (особенно Омейяды) — узурпаторы.
Первые Аббасиды стремились находить общий язык с умеренными шиитами и подавляли их воинствующие течения. В 817 году халиф аль-Мамун (813—833) даже объявил наследником своего зятя, Али ар-Риду, но это вызвало волнения суннитов. В 850—851 годах аль-Мутаваккил уничтожил некоторые шиитские святыни.

### Правление
При Аббасидах Арабский халифат стал общемусульманской империей, а ислам стал интернациональной религией. Аббасиды сохраняли власть более пяти веков. Период их правления условно разделяется на 4 периода:
- могущество (750—861);
- упадок (861—946);
- нахождение под властью Буидов (946—1075);
- нахождение под властью Сельджукидов (1075—1194)[6].

К началу IX века под властью Аббасидов находились территории современных арабских стран Азии, Персия, южная часть Средней Азии, Северная Африка. Политический центр халифата переместился из Сирии в Ирак. В 762 году халиф Абу Джафар аль-Мансур основал на реке Тигр новую столицу — Багдад, ставший крупнейшим культурным центром арабской империи и одним из главных городов Востока. Аббасиды не проводили активной завоевательной политики; они, однако, смогли остановить экспансию Китая благодаря победе в битве у Таласа (751 год); Аббасидам удавалось также одерживать победы в локальных войнах, вспыхивавших на арабо-византийской границе. Но внутриполитическое положение Аббасидов не было стабильным; на территории халифата, вобравшего в себя разнородные территории, часто вспыхивали восстания — Муканны в Мавераннахре (776—783 годы), Бабека в Азербайджане (816—837), зинджей в Ираке (869—883 годы), карматов в Бахрейне и в Аравии (кон. IX—X века) и др. Уже в IX веке на окраинах халифата власть взяли в свои руки местные династии берберского, тюркского, арабского происхождения (Аглабиды в Тунисе, Идрисиды в Марокко, Тулуниды и Ихшидиды в Египте, Тахириды в Хорасане, Саманиды в Мавераннахре). Местные эмиры лишь формально подчинялись багдадским халифам, проводя самостоятельную политику и независимо от Аббасидов решая вопросы престолонаследия. Халифат быстро вступил в стадию распада. Со второй половины IX века усилилась роль гулямов в управлении государством; постепенно они сосредоточили в своих руках реальную власть.
К середине X века под контролем Аббасидов оставались лишь Багдад, Средняя и Нижняя Месопотамия. В 945 году Багдад захватили персидские шиитские шахиншахи Буиды (Бувейхиды). Халифы утратили светскую власть, им выплачивалось низкое жалованье, которое не могло покрыть всех расходов. При этом халифы сохраняли духовный авторитет; даже шииты Буиды не решились лишить их сана халифов в пользу кого-либо из шиитов. В 945—1132 годах Аббасиды осуществляли лишь духовную власть; от халифа, в соответствии с традицией, исходила верховная власть над мусульманскими подданными. В 974 году халиф аль-Мути отрёкся от престола в пользу сына ат-Таи. В 991 году недовольные правлением халифа ат-Таи бунтовщики вошли во дворец и разграбили его. Буиды заставили ат-Таи отречься в пользу Ахмада аль-Кадира. Аль-Кадир женился на дочери буидского султана Баха ад-даулы и сумел в какой-то мере возвратить утерянный блеск Халифату.
В 1055 году, во время правления аль-Каима, Багдад был взят турками-сельджуками, которые более почтительно относились к Аббасидам. Аббасиды, тем не менее, оставались лишь первосвященниками; суннитские правители продолжали признавать их религиозный сюзеренитет и приезжали к ним за инвеститурой. С середины XI века, по мере упадка государства Сельджукидов, шло восстановление политической власти Аббасидов. Во второй половине XI века было восстановлено государство Аббасидов на части территории Ирака, в бассейне Тигра и Евфрата, но в борьбе с крестоносцами они не играли организующей роли. После падения Сельджукидов Аббасидский халифат просуществовал ещё около 60 лет, до монгольского нашествия. Последний Багдадский халиф Аль-Мустасим был убит монголами после взятия ими Багдада в 1258 году. После разгрома халифата монгольским завоевателем Хулагу-ханом мамлюкские султаны Сирии и Египта пригласили к себе оставшихся в живых представителей Аббасидской династии. В 1368 году пресеклась и эта ветвь Аббасидов.

### Правители
| №                        | Имяарабское написание                           | Годы жизни правление    | Правление |
| ------------------------ | ----------------------------------------------- | ----------------------- | --- |
| Могущество               |                                                 |                         | |
| 1                        | Абуль-Аббас ас-Саффахأبو العباس عبد الله السفاح | 722—754750—754          | После ареста имама Ибрахима б. Мухаммада возглавил организацию Аббасидов и наладил отношения с Абу Муслимом. Провозгласил себя халифом в Эль-Куфе. Он умер от оспы через четыре года после восшествия на престол. После Таласской битвы и захвата китайских пленных было освоено и внедрено производство бумаги. |
| 2                        | Абу Джафар аль-Мансурأبو جعفر المنصور           | 712—775754—775          | В 755 г. расправился с Абу Муслимом и теми, кто привёл Аббасидов к власти. В 755 г. назначил губернатором Аль-Андалуса одного из немногих выживших Омеййадов, Абд ар-Рахмана, который отложился от Халифата в следующем, 756 г. и создал Кордовский эмират. Подавил очаги сопротивления Омейядов в Ираке и мятеж в Медине (762 г.). В борьбе с притязаниями дяди Абдуллы опирался на поддержку хорасанцев. |
| 3                        | Мухаммад аль-Махдиمحمد المهدى                   | 744—785775—785          | Боролся с зиндиками, подавил восстание Муканны. Не сумел подавить восстание хариджитов в Ифрикийе в 777 г., после чего последние отложились от Халифата и образовали своё государство Рустамидов в Магрибе. В 778 византийцы вторглись в Малую Азию и разбили мусульманские отряды близ горной цепи Тавр. В 780 году арабские войска дошли до стен Константинополя, императрица Ирина пошла на заключение мира и обязалась платить дань.                                                                                            |
| 4                        | Муса аль-Хадиموسى الهادي                        | 764—786785—786          | Перед смертью аль-Махди хотел отговорить аль-Хади от престола в пользу брата Харун ар-Рашида. Харун добровольно признал власть аль-Хади, но их мать, Хайзуран, отравила аль-Хади и власть перешла к Харуну. |
| 5                        | Харун ар-Рашидهارون الرشيد                      | 764—809 786—809         | Период правления Харуна ар-Рашида ознаменовался экономическим и культурным расцветом. Стало развиваться сельское хозяйство, ремёсла, торговля, в Багдаде был основан университет и библиотека. Произошли антиправительственные восстания в Дейлеме, Сирии и других областях Халифата. |
| 6                        | Мухаммад аль-Аминمحمد الأمين                    | 787—813809—813          | Пренебрегал государственными делами, предавался развлечениям, за что не пользовался популярностью в народе. Ввязался в конфликт с братом аль-Мамуном из-за престолонаследия (четвёртая фитна). После осады Багдада войсками аль-Мамуна аль-Амин бежал, но был схвачен и казнён. |
| 7                        | Абдуллах аль-Мамунعبد الله المأمون              | 786—833 813—833         | Привлёк к управлению государством учёных и основал в Багдаде Дом мудрости (Бейт аль-хикма). Симпатизировал мутазилитам и в 827 году официально признал сотворённость Корана. |
| 8                        | Ибрахим ибн аль-Махдиإبراهيم بن المهدي          | 779—839817—819          | В 817 г. жители Багдада подняли восстание против халифа аль-Мамуна и провозгласили халифом Ибрахима ибн аль-Махди. В 819 после нескольких месяцев осады аль-Мамун овладел Багдадом, а Ибрахим ибн аль-Махди бежал. В 819 г. от Халифата откололись Мавераннахр и Хорасан, где Саманиды основали одноимённое государство. |
| 9                        | Аль-Мутасим Биллахالمعتصم بالله                 | 794—842833—842          | Прекратил кампанию против византийцев и вернулся в Багдад. Осенью 835 года аль-Мутасим перенёс столицу халифата из Багдада в Самарру. Подавил восстание Бабека в Азербайджане. |
| 10                       | Аль-Васик Биллахالواثق بالله                    | 811—847842—847          | Во время его правления активизировалась михна. В Багдаде, Самарре и Басре наибольшее влияние среди придворных теологов приобрели мутазилиты. В 819 г. от Халифата отложились Хорасан и Мавераннахр, на территории которых возникло Саманидское государство. Умер от болезни. |
| 11                       | Аль-Мутаваккиль Алаллахالمتوكل على الله         | 821—861847—861          | Стремился укрепить авторитет халифской власти, опираясь на консервативную часть исламского общества. Потеснил мутазилитов и прекратил михну. Во время его правления ускорился процесс ослабления халифата. |
| Упадок                   |                                                 |                         | |
| 12                       | Аль-Мунтасир Биллахالمنتصر بالله                | 836—862861—862          | Хорошо относился к Алидам. Умер от боли в горле и возможно был отравлен. |
| 13                       | Аль-Мустаин Биллах Iالمستعين بالله              | 831—866862—866          | Был избран тюркскими командирами, которые имели фактическую власть в Халифате. При нём вспыхнули восстания Алидов в Табаристане, Рее и других областях халифата. |
| 14                       | Аль-Мутазз Биллахالمعتز بالله                   | ?—869866—869            | Захватил власть в результате гражданской войны против аль-Мустаина. Во времена его правления в стране нарастал экономический кризис. Все провинции оказались захвачены узурпаторами или местными командирами. |
| 15                       | Аль-Мухтади Биллахالمهتدي بالله                 | ?—870869—870            | Резко сократил расходы на двор. В конце 869 года разгорелся конфликт между тюркскими командирами Мусой и Салихом. |
| 16                       | Аль-Мутамид Алаллахالمعتمد على الله             | 844—892870—892          | Разделил государство на западную и восточную части. Эмиром западной части назначил своего сына — Джафара, а восточной своего брата — аль-Муваффака, который стал фактическим правителем халифата. |
| 17                       | Аль-Мутадид Биллахالمعتضد بالله                 | 857—902892—902          | Был храбрым и энергичным правителем. Подавил хариджитов в Месопотамии и вернул Египет под власть Халифата. |
| 18                       | Аль-Муктафи Биллахالمكتفي بالله                 | 876-908902—908          | Считается последним из успешных багдадских халифов. Сумел укрепиться на троне и вернуть под власть халифата Египет, однако именно при нём стали усиливаться карматы. |
| 19                       | Аль-Муктадир Биллахالمقتدر بالله                | 895—932908—929, 929—932 | При нём Халифат перешёл к постоянному упадку, уже более не сменявшемуся подъёмами. Была потеряна Северная Африка, отпали Египет и Мосул, бушевали карматы. |
| 20                       | Абдуллах ибн аль-Мутаззعبد الله بن المعتز       | 861—908908              | В 902 году покинул двор, но в смутное время, наступившее после смерти аль-Муктафи, оказался втянутым в династическую борьбу и на один день (17 декабря 908 года) захватил халифский престол. Однако уже на следующий день был свергнут придворной гвардией во главе с собственным племянником и через несколько дней казнён. |
| 21                       | Аль-Кахир Биллахلقاهر بالله                     | 899—950929, 932—934     | После убийства аль-Муктадира в 932 году заговорщики, опасаясь мести со стороны сына покойного, предпочли возвести на трон аль-Кахира. Он тут же развернул кампанию террора. Вскоре организовался новый заговор и халиф был схвачен заговорщиками. Так как он отказался добровольно отречься от престола, то его ослепили и бросили в тюрьму на 11 лет. |
| 22                       | Ар-Ради Биллахالراضي بالله                      | 907—940934—940          | Реальной властью в халифате обладал визирь Ибн Раик. Ар-Ради считается последним «настоящим» халифом, который реально выполнял все положенные халифу религиозные обязанности. Однако в целом халифат при нём продолжал уходить в упадок: отпали Северная Африка с частью Сирии и Месопотамии, в Аравии властвовали карматы и местные вожди. |
| 23                       | Аль-Муттаки Лиллахالمتقي لله                    | 908—968940—944          | В государственных делах целиком зависел от командования армии и не мог на них существенно влиять. В период его правления византийцы дошли до Нисибина, произошло восстание в Васите. |
| 24                       | Аль-Мустакфи Биллах Iالمستكفي بالله             | 905—949944—946          | В период его правления на Багдад напали войска Буида Ахмада ибн Бувайха. Аль-Мустакфи приблизил к себе Буидов и те, увеличив своё влияние, вскоре установили контроль над казной. В 976 году Ахмад ибн Бувайх ослепил и низложил халифа. Продолжилось вторжения византийцев и русов. |
| Под властью Буидов       |                                                 |                         | |
| 25                       | Аль-Мути Лиллахالمطيع لله                       | 914—974946—974          | Халифу аль-Мути пришлось содержать себя за счёт доходов с некоторых оставленных ему имений, которых едва хватало на то, чтобы оградить себя от нужды. В 974 г. его разбил паралич и он отрёкся от престола в пользу сына ат-Таи. |
| 26                       | Ат-Таи Лиллахالطائع لله                         | 932—1003974—991         | Подобно своему отцу, ат-Таи влачил более чем ничтожное существование и иногда был лишён самого необходимого. Он переносил презрение и полное непонимание со стороны шиитских султанов. В 991 г. ат-Таи Буиды сместили его и передали Халифат сыну аль-Муттаки, аль-Кадиру. |
| 27                       | Аль-Кадир Биллахالقادر بالله                    | 947—1031 992—1031       | Аль-Кадир был добрым, религиозным, милосердным и богобоязненным человеком. Женившись на дочери султана Баха ад-даулы, он сумел в какой-то мере возвратить утерянный блеск аббасидскому халифату. |
| 28                       | Аль-Каим Биамриллах I القائم بأمر الله          | 1001—10751031—1075      | При аль-Каиме Ирак был завоёван турками-сельджуками. Поскольку сельджуки были суннитами, положение халифов сразу значительно улучшилось. Правда, светской властью сельджукские султаны делиться не собирались. В 1058 г. правитель сельджукской державы Тогрыл I получил от аль-Каима инвеституру на титул султана. Сельджуки предоставили халифам средства на довольно представительную жизнь. |
| Под властью Сельджукидов |                                                 |                         | |
| 29                       | Аль-Муктади Биамриллахالمقتدى بأمر الله         | 1056—10941075-1094      | Был добродетельный и набожный человек, отличался высокими волевыми качествами. В 1087 году женился на дочери сельджукского султана Мелик-шаха, которая умерла через два года. В период его правления сельджуки восстановили контроль над Антиохией, который ранее Византия отбила у мусульман. |
| 30                       | Аль-Мустазхир Биллахالمستظهر بالله              | 1078—11181094—1118      | Был образованным и справедливым человеком. Писал стихи и выслушивал жалобы своих подданных. При нём в Багдаде царило благополучие, но в восточных областях мусульманского мира начались первые Крестовые походы. |
| 31                       | Аль-Мустаршид Биллахالمسترشد بالله              | 1092—11351118—1135      | В 1125 году между аль-Мустаршидом и сельджукским султаном Масудом произошли военные столкновения, в результате чего халиф потерпел поражение, был пленён и выслан в одну из крепостей Хамадана. Убит ассасинами-батинитами. В том же 1125 г. н. э. началось вторжение каракитаев в Среднюю Азию, в ходе которого государство Сельджукидов в 1127 г. н. э. распалось. Аббасиды «приняли покровительство» Зангидов, сохраняя за собой лишь верховенство духовной власти.                                                              |
| 32                       | Ар-Рашид Биллахالراشد بالله                     | 1109—11381135—1136      | После вступления на престол, сельджукский султан Масуд потребовал с молодого халифа 400 тысяч динаров, которые его отец обязался выплатить ему в период пленения. Халиф ар-Рашид отказался выплатить эту сумму и обратился за помощью к эмиру Мосула Имадуддину Занги. В это время в Багдад приехал Сельджукид Дауд и ар-Рашид объявил его султаном. В результате отношения между Масудом и халифом ещё более ухудшились и Масуд с большой армией вошёл в Багдад. Самому халифу пришлось бежать вместе с Имадуддином Занги в Мосул. |
| 33                       | Аль-Муктафи Лиамриллахالمقتفي لأمر الله         | 1096—11601136—1160      | В 1139 году объявил своим наследником своего сына Юсуфа аль-Мустанджида. После убийства фатимидского халифа аз-Захира Биллаха (1146 г.) призвал Нуруддина Занги воспользоваться этим и совершить поход на Фатимидов, но был занят войной с крестоносцами и Византией. |
| 34                       | Аль-Мустанджид Биллах Iالمستنجد بالله           | 1124—11701160—1170      | Был справедливым и образованным человеком. Писал стихи и изучал науки, в том числе астрономию. Во времена его правления были уменьшены налоги и таможенные пошлины. В Сирии и Египте шли ожесточённые войны между крестоносцами и мусульманами. |
| 35                       | Аль-Мустади Биамриллахالمستضئ بأمر الله         | 1142—11801170—1180      | Не обладал достаточной военной силой, чтобы реально править государством. После краха государства Зангидов и установления султаната Айюбидов принял «покровительство» последних, сохраняя формальные полномочия халифа. Снизил налоги, построил множество мечетей и школ. |
| 36                       | Ан-Насир Лидиниллахالناصر لدين الله             | 1158—12251180—1225      | Вёл борьбу с сельджуками и хорезмшахами. |
| 37                       | Аз-Захир Биамриллахالظاهر بأمر الله             | 1176—12261225—1226      | Снизил налоги и создал сильную армию. |
| 38                       | Аль-Мустансир Биллахالمستنصر بالله              | 1192—12421226—1242      | Построил в Багдаде Медресе Мустансирия. Отбил атаку монголов на Багдад, а в последующем был занят усилением армии и укреплением фортификаций столицы халифата. |
| 39                       | Аль-Мустасим Биллахالمستعصم بالله               | 1213—12581242—1258      | После крушения Айюбидского султаната в 1251 г. н. э. «принял покровительство» Мамлюкского султаната. Во время похода Хулагу на Халифат аль-Мустасим ничего не предпринял, а лишь посылал монголам угрозы и оскорбления. В 1258 году Багдад был взят монголами, а аль-Мустасим казнён. |

## Каирские халифы

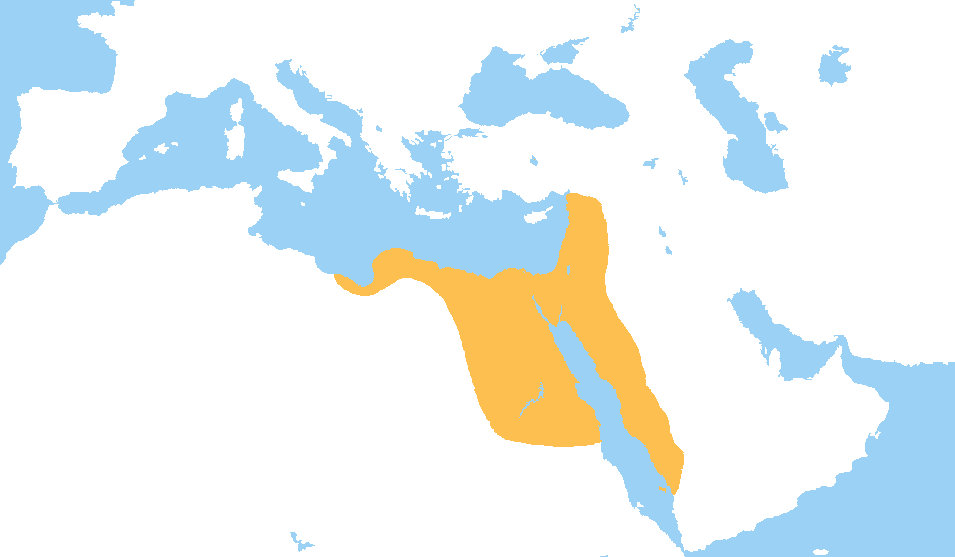
Мамлюкский султанат к 1279 году

После того, как в 1258 году монголы разрушили Багдад, а халиф аль-Мустасим был казнён, мусульмане-сунниты оказались без авторитетного правителя. В этой связи в 1261 году египетский султан Бейбарс I в торжественной обстановке провозгласил халифом некоего аль-Мустансира. Через несколько дней после возведения его на престол аль-Мустансир II вторгся в Месопотамию, однако в 40 км от Багдада его войско атаковали монголы и халиф был убит. После этого Бейбарс провозгласил халифом аль-Хакима I, который считался дальним потомком багдадского халифа аль-Мустаршида. Потомки аль-Хакима I сохраняли свой пост на протяжении двух с половиной веков, пока в начале XVI века не началось Османское завоевание Египта.
Несмотря на столь высокое звание, титул халифа не давал его обладателю никакой власти. Светская власть принадлежала султану, а халифы ограничивались отправлением придворного и религиозного церемониала. Последний халиф аль-Мутаваккиль III был пленён турками в битве при Дабике, а после смерти Селима I он возвратился в Каир и вплоть до 1543 г. считался халифом. После кончины аль-Мутаваккиля III турки не разрешили избрать его преемника. По некоторым данным, Мутаваккиль передал Салиму I свои права на Халифат.
| №                     | Имяарабское написание                        | Годы жизни правление            | Примечание |
| --------------------- | -------------------------------------------- | ------------------------------- | --- |
| Под властью Бахритов  |                                              |                                 | |
| 1                     | аль-Мустансир Биллах IIالمستنصر بالله الثاني | ?—12611261                      | Первый из халифов, поставленных султаном Бейбарсом.                                                                                                  |
| 2                     | Аль-Хаким Биамриллах Iالحاكم بأمر الله الأول | ?—13021262—1302                 | Второй из халифов, поставленных султаном Бейбарсом. Потомки аль-Хакима I занимали пост халифа вплоть до завоевания Египта Османской империей (1517). |
| 3                     | Аль-Мустакфи Биллах IIالمستكفي بالله الثاني  | 1285—13401302—1340              | |
| 4                     | аль-Васик Биллах I                           | 1340—1341                       | |
| 5                     | Аль-Хаким Биамриллах II                      | 1341—1352                       | |
| 6                     | аль-Мутадид Биллах I                         | 1352—1362                       | |
| 7                     | Аль-Мутаваккиль Алаллах I                    | 1362—1377, 1377—1383, 1389—1406 | |
| 8                     | аль-Мустасим Биллах II                       | 1377—1389                       | |
| 9                     | аль-Васик Биллах II                          | 1386—1387                       | |
| Под властью Бурджитов |                                              |                                 | |
| 10                    | аль-Мустаин Биллах II                        | 1406—1414                       | |
| 11                    | аль-Мутадид Биллах II                        | 1414—1441                       | |
| 12                    | Аль-Мустакфи Биллах III                      | 1441—1451                       | |
| 13                    | аль-Каим Биамриллах II                       | 1451—1455                       | |
| 14                    | аль-Мустанджид Биллах II                     | 1455—1479                       | |
| 15                    | Аль-Мутаваккиль Алаллах II                   | 1479—1497                       | |
| 16                    | Аль-Мустамсик Биллах                         | 1497—1508, 1516—1517            | |
| 17                    | Аль-Мутаваккиль Алаллах III                  | 1508—1516, 1517—1543            | |